# Шоу Бенні Гілла

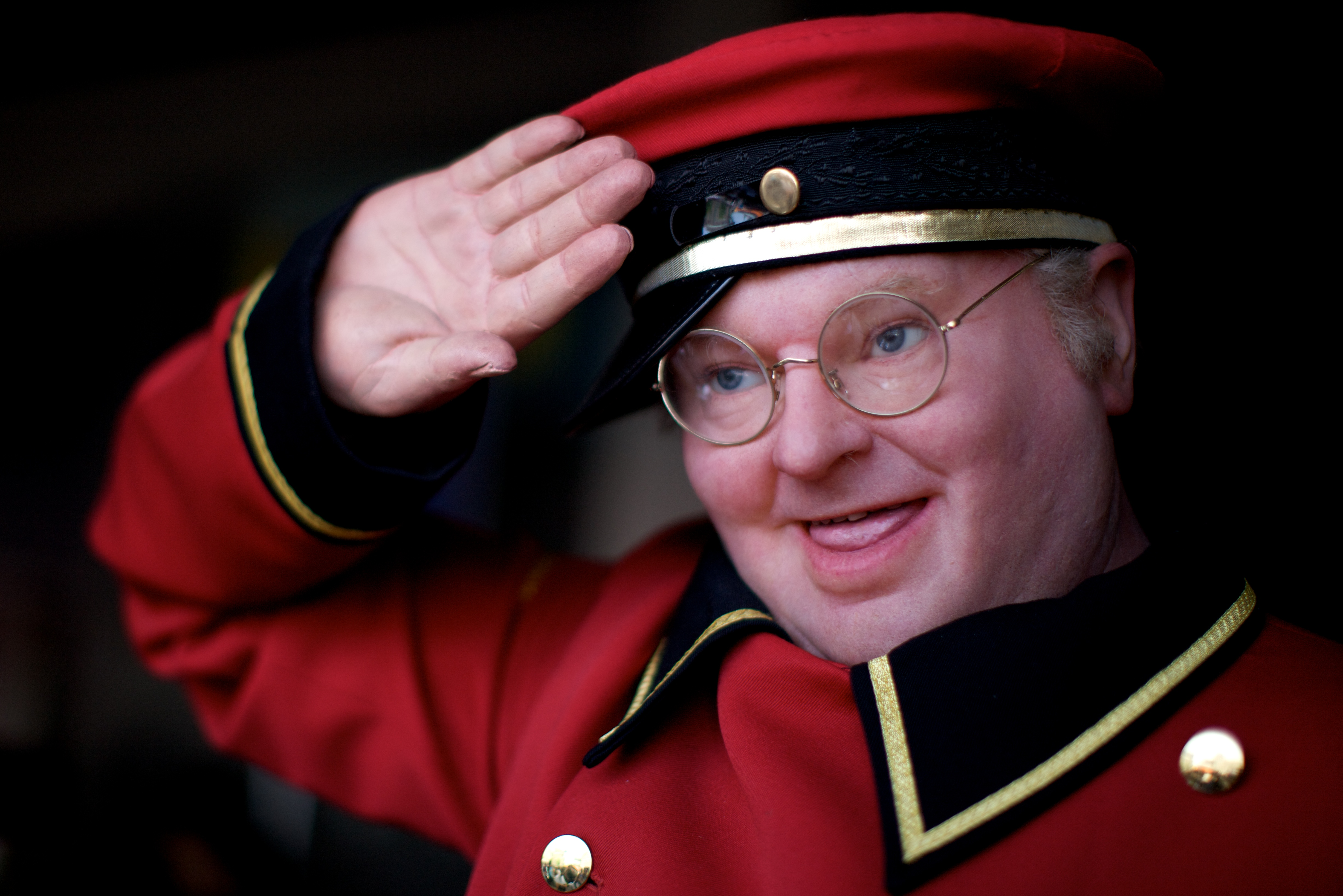
Воскова фігура Бенні Гілла з колекції Мадам Тюссо

«Шоу Бенні Гілла» (англ. «The Benny Hill Show») — британський комедійний скетч-серіал, за участі Бенні Гілла та інших акторів. Серіал виходив на BBC (1955—1968), а згодом — ITV (1969—1989). Його транслювали у понад 140 країн світу.

## Формат
«Шоу Бенні Гілла» було набором різних скетчів з Бенні Гіллом в головній ролі спільно з іншими акторами. Однією з візитівок шоу було використання прискореної зйомки. Шоу зазвичай закінчувала сцена з використанням цієї техніки, в якій розлючений натовп ганявся за персонажем, роль якого виконував Гілл. В багатьох випусках були пародії на різних знаменитостей того часу (серед спародійованих ним зірок в різний час були голлівудські актори Річард Бартон, Елізабет Тейлор, Марлон Брандо, Майкл Кейн, поп-дует Сонні та Шер, співаки Боб Ділан, Лайза Міннеллі, Мірей Матьє, гурт Ролінґ Стоунз та інші), а також на фільми та телесеріали (наприклад, «Старскі та Гатч», «Команда А», «Ангели Чарлі» та інші). Шоу часто звинувачували в сексизмі, тому воно виходило раз на місяць. Сам Бенні Гілл ці звинувачення спростовував.
Вступною мелодією шоу (поч. з 3 випуску) була композиція «Yakety Sax».